# 澳门居民往来香港特别行政区旅游证
澳门居民往来香港特别行政区旅游证（葡萄牙語：Título de Visita de Residentes de Macau à RAEHK）俗稱「灰簿」，是澳门特别行政区政府向澳門居民中的中國公民或葡萄牙公民发出的一个專用於來往香港旅行证件。澳门居民须持《澳门居民往来香港特别行政区旅游证》赴香港特別行政區，如符合一般入境规定，可获准以访客身份入境逗留不超过分別180天（澳門永久居民）和30天（澳門非永久居民）。
2004年10月18日起，澳門永久性居民可使用澳門身份證來往香港特別行政區；2009年12月起，亦毋須填寫澳門永久性居民赴港申報表。澳门非永久性居民则不能使用澳门身份证入境香港。
若澳門永久居民單獨使用本證入境香港，並在沒有持香港簽證/進入許可或澳門永久性居民身份證的情況下，可能無法獲得180天停留期限。

## 申请
符合下列所有条件者可申请《澳门居民往来香港特别行政区旅游证》：
1. 是澳门特区居民中的中国公民或葡萄牙公民；
2. 持有澳门特别行政区永久性居民身份证或澳门特别行政区非永久性居民身份证。
《往港旅游证》以个人证件的形式发出，申请人的配偶及子女须另外申请独立的《往港旅游证》。